# Nando Almeida
Fernando Felipe de Almeida (Capivari, 06 de maio de 1981) é um ator brasileiro, conhecido pelo seu nome artístico, Nando Almeida. 

## Biografia e Carreira
Nando Almeida iniciou sua carreira artística na cidade paulista de Indaiatuba, onde atuou em grande parte de suas peças teatrais, filmes e webséries, entre outros trabalhos. Integrante de um grupo teatral da cidade, em 2018 se apresentou no Circuito Internacional de Teatro de Angola com a peça Momentos Estéreis. Ao longo de sua carreira, composta atualmente por mais de trinta trabalhos, ganhou prêmios em festivais de teatro e foi finalista no festival de cinema de Paulínia em 2011 com o curta metragem Adeus, sob direção de Alessandro Barros. Em 2019 Nando Almeida teve participação na telenovela Jezabel, exibida pela RecordTV.

## Produção
Em abril de 2021, com os artistas e espectadores reclusos em razão da pandemia de Covid-19, Nando Almeida abriu um canal no YouTube para criar seus próprios vídeos e resolveu produzir uma websérie, convidando os atores Chicó Ferreira, André Almeida e Moa Almeida. Escreveram o roteiro, e com a ajuda de amigos e algumas organizações arrecadaram recursos para desenvolver a série Bunker, de cinco episódios. Em julho de 2022, Nando Almeida idealizou e produziu a Mostra de Filmes de Indaiatuba realizada na Tulha do Casarão Cultural Pau Preto, patrimônio histórico da cidade, com o intuito de estimular o acesso do público ao trabalho de produtores e artistas da região. Uma segunda edição da mostra foi realizada dois meses depois. 

## Filmografia
Cinema
| Ano  | Título                        | Personagem |
| ---- | ----------------------------- | ---------- |
| 2008 | Terras de Indaiá              |            |
| 2011 | Adeus                         | Suicida    |
| 2012 | Vermes                        | Fernando   |
| 2014 | O Homem que falava com Deus   | Cliente    |
| 2017 | Eu sou brasileiro             | Garçom     |
| 2019 | Mais uma madrugada fria       | Capanga    |
| 2019 | Flops - Uma comédia musical   | Nosvaldo   |
| 2020 | Flops - Agentes nada secretos | Valdir     |
| 2021 | A última transmissão          | Victor     |
| 2021 | Estudo Pró-Sociedade          | Namorado   |
| 2021 | Sonho sertanejo               | Odontino   |

Teatro
| Ano  | Título                         | Personagem           |
| ---- | ------------------------------ | -------------------- |
| 2003 | Veredas da salvação            | Onofre               |
| 2004 | O abajur lilás                 | Giro                 |
| 2004 | O grande círculo místico       |                      |
| 2004 | Entre quatro paredes           | Veludo               |
| 2005 | O boi e o burro                |                      |
| 2006 | A lei                          | Beto                 |
| 2007 | Romeu e Julieta                |                      |
| 2007 | Anjos de Deus                  | Beto                 |
| 2007 | Pedreira das almas             | Soldado              |
| 2008 | O Santo e a porca              | Dodó                 |
| 2009 | Cala a boca, já morreu         | Artidônio            |
| 2011 | A maldição                     | Polinices            |
| 2012 | A ópera do malandro            | Big Bem              |
| 2014 | Entreatos                      |                      |
| 2014 | Casamento por encomenda        |                      |
| 2015 | Terra dos Sonhos               | Tiradentes           |
| 2017 | A Caixa fantástica             | Soldadinho de chumbo |
| 2018 | Ponte Rio - São Paulo          | Diretor              |
| 2018 | Um banquete para Tamora        | Bassianus            |
| 2018 | Momentos estéreis              |                      |
| 2020 | Divino Maravilhoso             | Rangel               |
| 2020 | Líquido                        | Homem                |
| 2020 | Terra Brasilis                 |                      |
| 2021 | Os malefícios do tabaco        | NIOUKHINE            |
| 2021 | Eu não sou um cara fácil       |                      |
| 2021 | Então é Natal, bora de cordel? |                      |
| 2022 | Tu país, está feliz?           |                      |

Webséries
| Ano  | Título        | Personagem        |
| ---- | ------------- | ----------------- |
| 2020 | Em Prova      | Professor Conrado |
| 2020 | 22            | Donato            |
| 2020 | Telemarketing | Marcos            |
| 2021 | Bunker        | Edu               |
| 2021 | Éden 2063     | Assassino         |

## Prêmios e indicações
Festival de teatro de Indaiatuba e região
- 2006 - melhor ator
- 2008 - melhor ator coadjuvante
- 2009 - melhor ator coadjuvante

Festival de MPB de Indaiatuba
- 2008 - melhor composição

Festival de cinema de Paulínia
- 2011 - 3° colocado para melhor curta-metragem regional